# 淋しい熱帯魚
「淋しい熱帯魚」（さみしい〈さびしい〉ねったいぎょ）はWinkの5枚目のシングル。1989年7月5日にポリスターより発売された。Winkのデビュー30周年である2018年4月27日には、完全限定盤として17cmアナログ・シングル（PSKR-9109）がダブル・ジャケット仕様で再リリースされている。

## 背景
表題曲は、当初1989年4月中旬より放送されたパナソニック・ヘッドホンステレオS-TYPE（松下電器産業）のCMにWinkが出演してワンフレーズ歌ったものであり、その後、「アマリリス」以来10か月ぶりとなる同デュオのオリジナル（非カバー）曲として7月5日に税込価格937円（税抜価格910円）で発売。発売日は当初、6月28日と告知されていた。作詞は及川眠子、作曲は尾関昌也、編曲は船山基紀が担当している。
カップリング曲「背中まで500マイル」は、アメリカ合衆国の女性フォークシンガーであるヘディ・ウェストの1961年の楽曲 "500 Miles" のカバーで、日本語詞を及川眠子、編曲を船山基紀が担当した。
「淋しい熱帯魚」のマスターテープとして採用されたのは、前記CMで使用された音源ではなく、5月21日にレコーディングされたものであるが、そこにおいて、1曲目が1993年2月17日にシングル化されることとなる「永遠のレディードール」、2曲目が本曲、3曲目が「背中まで500マイル」である通り、レコーディング時点ではA面曲が未だ決定していなかった。プロモーション・ビデオは、マスターテープの音源が録られた5日後である5月26日に撮影されている。
振付は五十嵐薫子（のちの香瑠鼓）が担当し、「70年代ディスコ、サイケ＋ニューヨーク、さみしげなウィンク」をイメージして振付を施したが、振付中の一ポーズが予期せず「大魔神ポーズ」と呼ばれ、話題となった。
発売から間もなく、7月17日付でオリコン初登場1位を獲得し、11月27日付の75位まで、100位以内に20週連続ランクインした。また1989年度のオリコン年間ランキングでは7位にランクインし、Winkのシングルとしてはカイリー・ミノーグの楽曲のカバー「愛が止まらない 〜Turn it into love〜」の62.95万枚に次ぐ54.873万枚の売り上げを記録、それまで殆ど洋楽をカバーしてきた彼女たちにとって、オリジナル曲としては最大のヒットソングとなった。
発売当時、ボウリング場やゲームセンターなどに設置されていたレーザージュークもヒットの補助的役割を果たしていた。PVが場内の全レーンに一斉に流れる事で、曲だけでなくPVの映像も刷り込まれていく。
この年、Winkは同曲によって、12月14日に『第22回全日本有線放送大賞』（よみうりテレビ）で年間グランプリ、31日に『第31回日本レコード大賞』（TBSテレビ・ラジオ）で日本レコード大賞を受賞。また、この楽曲で『第40回NHK紅白歌合戦』（NHK総合・ラジオ第1）に初出場を果たしている。
なおこの曲は、無表情で歌われることによって「笑わない、しゃべらない、というWinkのイメージ」を決定づけるものになったとされる。
Winkは1996年3月31日を以て活動を停止したが、その後、1998年、1999年、2008年、2018年と、デュオ結成から10年ごと（1999年を除く）に活動を一時再開し、テレビ番組等で本曲を歌唱している。

## 収録曲
1. 淋しい熱帯魚
作詞：及川眠子 / 作曲：尾関昌也 / 編曲：船山基紀
2. 背中まで500マイル
作詞・作曲：ヘディ・ウェスト（英語版） / 日本語詞：及川眠子 / 編曲：船山基紀
  - 原題は「500 Miles（英語版）」

## タイトルの読み方
表題曲タイトル中の「淋しい」の読みは、JASRACには「さびしい」で登録されているが、この曲の作詞者である及川眠子によるものは「さみしい」である。及川は自著で、「「さびしい」ではなく「さみしい」が正しいタイトルの読み方。これを濁音にしてしまうと、音に重さが出てしまい、ヒラヒラ、キラキラな Wink のイメージではなくなってしまうので、わざわざ濁らないようにしているんです」と述べている。また、彼女は、「さびしい」を「寂しい」、「さみしい」を「淋しい」として使い分けており、かつ、本曲での「淋」の文字の選択については、「魚」にかけて「氵（さんずい）」の「淋」を使ったともしていて、当楽曲の「さみしい」という読みと「淋」の文字との選定理由が複合してもいる。
なお、1990年1月25日にWink版と同じくポリスターから発売された、YOO YOOによる本曲の英語カバーのタイトルは、及川の読み方が踏襲されており、「SAMISHII NETTAIGYO」である。

## エピソード
笑わないとされるWinkのメンバー、鈴木早智子と相田翔子が両名とも、1989年8月10日(木)放送の『ザ・ベストテン』（TBS系）において笑いを噛み殺しながら表題曲を歌ったため、その後もTBS系のテレビ番組で取り上げられることがある。Winkの二人が語る笑った理由のうち、相田のものは、その都度、複数ある理由のうちの一つを話しているのか、以下の通り一定していない。
①『思い出のザ・ベストテン』（TBS系、1991年6月30日(日)放送）
- 鈴木早智子：「急に本番前からちょっとなんか可笑しかったんですよ。（中略）意味もなく急に可笑しくて。なんか一人がやっとこう落ち着いた時に一人が笑ってってまた続いちゃって、やっと落ち着いたらまた笑っちゃってって感じで。なんか、どうにか笑わないように頑張ったんですけど、なんか、ちょっと笑っちゃったら笑いが止まらなくなっちゃって。もうすごい大変なことしちゃったなあって。あの、そのあとすごい叱られたんですけれども。」
- 相田翔子：「歌ってる時に、あの、尚之さんが、チェッカーズの、が、あの、おっきいマスクしてたんですね。それでこうやって座って、あの、ずっとこっち見てて。で、正面だったんですよ。あの、ゲストのみなさんの正面で歌ってたんで。で、その可笑しいのが、アレ？って思って盛り返しちゃって。それでまた可笑しくなっちゃって。」

②『ジョブチューン アノ職業のヒミツぶっちゃけます!』（TBS系、2017年9月30日(土)放送）
- 相田翔子：（司会の一人名倉潤より笑った理由について尋ねられ）「ミラー扉の裏で、あの、本番直前に、いつも緊張してる、二人。で、早智子が、本当に、ドアが開く直前に、『胃がかゆい』って言ったんですね。なんかこう、もう、二人で緊張して、『どうしよう、どうしよう』って言って。」「『胃がかゆい』って言って、『ああ、そうなんだ』って思って。歌い始めたら、『胃がかゆい』ってどういうこと？」

なお、鈴木は、自著で、『思い出のザ・ベストテン』において相田が話したチェッカーズに関する発言を、自身の発言のごとく記し、その内容を「嘘」としつつ、前記番組で自身が語ったものとほぼ同じことを述べており、「あまりの忙しさ」による「疲れすぎ」がその原因だったとしている。
イントロの最初が2拍少なくなっている（正確には三拍目から始まっている）が、これはデモテープの記録されない箇所に一拍目と二拍目が入っていたが、編曲担当の船山基紀が面白がってそのまま採用した。

## 収録アルバム
淋しい熱帯魚
- Twin Memories - Remix
- Fairy Tone - オリジナル・カラオケ
- Wink First Live Shining Star - ライブ
- Wink Hot Singles
- Fairy Tone 2 - オリジナル・カラオケ
- Raisonné
- Diary
- Wink Volume 1
- Reminiscence
- WINK MEMORIES 1988-1996 - リマスタリング
- SELECTION - 25th Anniversary Self Selection - - SHM-CD採用

背中まで500マイル
- Fairy Tone - オリジナル・カラオケ
- Back to front

## テレビ番組における歌唱
※ 在京キー局のテレビ番組の放送日は首都圏のもの。地方の系列局の放送日は異なる場合がある。
淋しい熱帯魚
| 放送日 (曜日)                 | 収録日 (曜日)           | 番組名                                                                                       | 放送局                  | 衣装 | 備考 |
| ----------------------------- | ----------------------- | -------------------------------------------------------------------------------------------- | ----------------------- | ---- | --- |
| 1989.06.28 (水)[注 11]        | 1989.06.28 (水)         | 夜のヒットスタジオDELUXE[注 11]                                                              | フジテレビ              | Ｃ   | |
| 1989.07.02 (日)[注 12]        | 1989.06.12 (月)[注 13]  | ミュージックフェア'89[注 12]                                                                 | フジテレビ              | Ａ   | Winkは同番組でビートボーイズおよびタイム・ファイブとともに「Navy Blue」[注 14]などオールディーズも歌唱[注 15]。 |
| 1989.07.07 (金)[27]           | 1989.07.07 (金)         | ミュージックステーション[27]                                                                 | テレビ朝日              | Ｂ´  | |
| 1989.07.08 (木)[注 16]        | 1989.06.29 (木)[注 17]  | 発表・全日本有線放送大賞[注 16]                                                              | 読売テレビ・ 日本テレビ | Ｃ   | 「愛が止まらない」が上半期グランプリ受賞。大阪・よみうり文化ホールで開催。 |
| 1989.07.19 (水)[注 18]        | 1989.07.19 (水)         | 夜のヒットスタジオDELUXE[注 18]                                                              | フジテレビ              | Ｄ   | 同番組の「コンピューター恋人占い」で、鈴木早智子には泉谷しげる、相田翔子には明石家さんまを「あう人」として選出[注 18]。 |
| 1989.07.20 (木)[注 19]        | 1989.07.20 (木)         | ザ・ベストテン[注 19]                                                                        | TBS                     | Ｃ   | 第2位[28]。 |
| 1989.07.23 (日)[注 20]        | 1989.07.13 (木)？       | それゆけ!マーシー[注 20]                                                                     | 毎日放送・TBS           | Ｂ   | 鈴木早智子の帽子などがPVのものと異なる。 |
| 1989.07.24 (月)               | 1989.07.24 (月)         | 歌のトップテン                                                                               | 日本テレビ              | Ｅ   | 第2位。後楽園ゆうえんちにて開催の回。Winkは既製品の衣装を着用して出演。 |
| 1989.07.27 (木)[注 21]        | 1989.07.27 (木)         | ザ・ベストテン[注 21]                                                                        | TBS                     | Ｄ   | 第1位[6]。 |
| 1989.07.29 (土)[注 22]        | 1989.07.29 (土)         | 5時SATマガジン[注 22]                                                                        | 中京テレビ              |      | |
| 1989.07.30 (日)[注 23]        | 1989.07.30 (日)[注 24]  | スーパーJOCKEY[注 23]                                                                        | 日本テレビ              | Ｄ   | |
| 1989.07.31 (月)[注 25]        | 1989.07.31 (月)         | 歌のトップテン[注 25]                                                                        | 日本テレビ              | Ｄ   | 第1位。同年8月10日付で発行のWink写真集『Double Tone』（ワニブックス）の紹介あり[注 25]。 翌週8月7日は『プロ野球～東京ドーム 巨人×広島』放送[注 26]により番組休止。 |
| 1989.08.03 (木)[注 27]        | 1989.08.03 (木)         | ザ・ベストテン[注 27]                                                                        | TBS                     | Ｃ   | 第1位[29]。 |
| 1989.08.05 (土)[注 28]        | 1989.08.01 (火)[注 29]  | ザ・スカウト スター誕生ふたたび[注 28]                                                       | 日本テレビ              | Ｄ   | |
| 1989.08.07 (月)[注 30]        | 1989                    | '89若人の祭典[注 30]                                                                         | 朝日放送                | Ｅ   | 甲子園球場にて開催。Winkは「涙をみせないで」の衣装を着用して本曲を歌唱。 |
| 1989.08.10 (木)[注 31]        | 1989.08.10 (木)         | ザ・ベストテン[注 31]                                                                        | TBS                     | Ｄ   | 第2位[29]。Winkは笑いを噛み殺しながら本曲を歌唱（「エピソード」の節参照）。 |
| 1989.08.13 (日)[注 32][注 33] | 1989.07.13 (木)[注 34]  | 歌謡びんびんハウス[注 32][注 33]                                                             | テレビ朝日              | Ａ   | |
| 1989.08.14 (月)[注 35]        | 1989.08.14 (月)         | 歌のトップテン[注 35]                                                                        | 日本テレビ              | Ｅ   | 第2位。Winkはリハーサル用の衣装を着用し、コンサートリハーサル室から中継で出演。 前週8月7日は『プロ野球～東京ドーム 巨人×広島』放送[注 26]により番組休止。 |
| 1989.08.16 (水)[注 36]        | 1989.08.16 (水)         | 夜のヒットスタジオDELUXE[注 36]                                                              | フジテレビ              | Ｅ   | Winkはライブ用の衣装を着用してフジテレビ第4スタジオでスタジオライブし、「Sugar Baby Love」と「背中まで500マイル」も歌唱[注 36]。 |
| 1989.08.17 (木)[注 37]        | 1989.08.17 (木)         | ザ・ベストテン[注 37]                                                                        | TBS                     | Ｅ   | 第2位[29]。Winkはリハーサル用の衣装を着用し、コンサートリハーサル室から中継で出演。 |
| 1989.08.21 (月)[注 38]        | 1989.08.21 (月)         | 歌のトップテン[注 38]                                                                        | 日本テレビ              | Ｅ   | 第2位。この日、Winkはコンサート初日で[30]、コンサート会場である大阪厚生年金会館[30]より中継で出演。 |
| 1989.08.24 (木)[注 39]        | 1989.08.24 (木)         | ザ・ベストテン[注 39]                                                                        | TBS                     | Ｄ   | 第4位[29]。 |
| 1989.08.25 (金)[31]           | 1989.08.25 (金)         | ミュージックステーション[31]                                                                 | テレビ朝日              | Ｃ   | |
| 1989.08.28 (月)[注 40]        | 1989.08.28 (月)         | 歌のトップテン[注 40]                                                                        | 日本テレビ              | Ｅ   | 第4位。Winkはコンサート会場である東京厚生年金会館[30]より中継で出演。 翌週9月4日は『プロ野球～東京ドーム 巨人×ヤクルト』放送[注 41]により番組休止。 |
| 1989.08.31 (木)[注 42]        | 1989.08.31 (木)         | ザ・ベストテン[注 42]                                                                        | TBS                     | Ｅ   | 第3位[29]。Winkは渋谷公会堂でのコンサート[30]を終えた後、コンサート用の衣装（相田翔子が銀色、鈴木早智子が金色）を着用して出演。この日は野球中継（巨人対阪神、6:5で巨人の勝ち）が伸び30分遅れて9時30分から放送開始。Winkもコンサート終了後に駆けつけたので、9時30分にスタジオに到着。 |
| 1989.09.07 (木)               | 1989.09.07 (木)         | ザ・ベストテン                                                                               | TBS                     | Ｅ   | 第3位[32]。Winkは静岡市民文化会館でのコンサート[30]を終えた後、東海大学海洋科学博物館の、当時世界最大の水槽の前で、既製品の衣装を着用して歌唱。 翌週9月14日はWinkはオフで欠場。この日の順位は第5位[33]。                                                                             |
| 1989.09.12 (火)[注 43]        | 1989.09.11 (月)         | 歌のトップテン[注 43]                                                                        | 日本テレビ              | Ｅ   | 第3位。Winkはコンサート会場である岡山県倉敷市民会館[30]より中継で出演。 首都圏では9月11日に『プロ野球～広島 巨人×広島』を放送し[注 44]、翌日放送。 前週9月4日は『プロ野球～東京ドーム 巨人×ヤクルト』放送[注 41]により番組休止。                                                     |
| 1989.09.19 (火)[注 45]        | 1989.09.19 (火)         | '89歌謡ゴールデン大賞新人グランプリ[注 45]                                                   | 朝日放送・ テレビ朝日   | Ｃ   | 大阪城ホールから生放送[34]。 |
| 1989.09.21 (木)[注 46]        | 1989.09.21 (木)         | ザ・ベストテン[注 46]                                                                        | TBS                     | Ｄ   | 第6位[33]。 Winkは前週9月14日はオフで欠場。この日の順位は第5位[33]。 |
| 1989.09.25 (月)[注 47]        | 1989.09.25 (月)         | 歌のトップテン[注 47]                                                                        | 日本テレビ              | Ｃ   | 第5位。 |
| 1989.09.28 (木)[注 48]        | 1989.09.28 (木)         | ザ・ベストテン[注 48]                                                                        | TBS                     | Ｄ   | 第6位[33]。 同番組の最終回[注 48]。 |
| 1989.10.10 (火)[35]           | 1989.09.20 (水)[注 49]  | フラッシュ&ジャンプ[35]                                                                      | NHK総合                 | Ｃ   | NHK衛星第2では1989年9月24日(日)放送[36]。 Winkは同番組で「涙をみせないで」とサザンオールスターズの楽曲「ミス・ブランニュー・デイ」も歌唱[注 50]。 |
| 1989.10.14 (土)[注 51]        | 1989.10.14 (土)         | 第9回日本作曲大賞[注 51]                                                                     | TBS                     |      | |
| 1989.11.06 (月) 深夜[注 52]   | 1989.11.06 (月) 深夜    | バレーボールワールドカップ'89開会式[注 52]                                                   | フジテレビ              | Ｅ   | Winkはコンサート用の衣装を着用して出演し、「SPECIAL TO ME」、「One Night In Heaven」、「涙をみせないで」、「REMEMBER SWEET」、「SHINING STAR」も歌唱[注 52]。 |
| 1989.12.14 (木)[注 53]        | 1989.12.14 (木)         | 第22回全日本有線放送大賞[注 53]                                                              | 読売テレビ・ 日本テレビ | Ｅ   | 年間グランプリ[37]。優秀スター賞での歌唱とグランプリ受賞後の歌唱の２度歌唱。大阪フェスティバルホールから生放送[注 53]。Winkはコンサート用の衣装を着用して出演。 |
| 1989.12.31 (日)[18]           | 1989.12.31 (日)         | 第31回輝く!日本レコード大賞[18]                                                              | TBS                     | Ｅ   | 大賞[18]。金賞での歌唱と大賞受賞後の歌唱の２度歌唱。Winkはこの時限りの黒い衣装を着用して出演。 |
| 1989.12.31 (日)[19][38]       | 1989.12.31 (日)         | 第40回NHK紅白歌合戦[19][38]                                                                  | NHK総合・ NHK BS2       | Ｅ   | Winkはスカートの電飾のため腰に20kgのバッテリーを備えた500万円相当の衣装を着用して出演[39]。 |
| 1990.05.16 (水)[注 54]        | 1990.05.16 (水)         | 夜のヒットスタジオSUPER[注 54]                                                               | フジテレビ              | -    | Winkは同番組のオープニングメドレーで本曲を、本編では「Sexy Music」を歌唱。 |
| 1990.12.28 (金)[40]           | 1990.12.28 (金)         | ミュージックステーション[40]                                                                 | テレビ朝日              | -    | Winkはコンサート用の衣装を着用し、「夜にはぐれて」、「Sexy Music」、本曲、「ニュー・ムーンに逢いましょう」のメドレーを歌唱[40]。 |
| 1990.12.31 (月)[注 55]        | 1990.12.31 (月)         | 第32回輝く!日本レコード大賞[注 55]                                                           | TBS                     | -    | |
| 1991.08.25 (日)[注 56]        | 1991.08.21 (水)         | やまかつIN武道館[注 56]                                                                      | フジテレビ              | -    | Winkはコンサート用の衣装を着用して歌唱。 |
| 1992.06.15 (月)[41]           | 1992.04.05 (日)         | Winkコンサートツアー'92[41]                                                                  | NHK BS2                 | -    | 同番組は1992年4月5日(日)に中野サンプラザで開催された「Sapphire」コンサートを収録したもの。Winkはコンサート用の衣装を着用[42]。 1993年1月3日(日)に再放送[43]。 ライブビデオ『WINK '92 CONCERT SAPPHIRE』（ポリスター、1992年9月26日）に本曲歌唱部分も収録[42]。                       |
| 1993.12.24 (金)[44]           | 1993                    | アイドルオンステージ[44]                                                                     | NHK BS2                 | -    | Winkは本曲歌唱の際にコンサート用の衣装を着用。同番組で「摩天楼ミュージアム」と「咲き誇れ愛しさよ」も歌唱。 |
| 1993.12.29 (水)               | 1993                    | オールスター大忘年会                                                                         | フジテレビ              | -    | Winkはコンサート用の衣装を着用して出演。 |
| 1994.02.05 (土)[注 57]        | 1994.02.05 (土)         | 雪まつりスペシャル'94[注 57]                                                                 | テレビ朝日              | -    | Winkは同番組で防寒用のコートを着用して本曲を歌い、「いつまでも好きでいたくて」、「Made In Love」、「摩天楼ミュージアム」、「愛が止まらない」も歌唱。 |
| 1995.03.29 (水)               | 1995                    | 上岡・研・森口の超豪華有名人100人が選ぶわがまま名曲ベスト1                                   | テレビ朝日              | -    | Winkは本曲歌唱の際に1989年の『第31回輝く!日本レコード大賞』時の衣装を着用。同番組で杏里の楽曲「思いきりアメリカン」も歌唱。 |
| 1995.09.30 (日)[注 58]        | 1995.09.30 (日)[45]     | 370万人スペシャル!静岡夢特急!午後4時までノンストップ8元放送[注 58]（静岡朝日テレビ祭り）[45] | 静岡朝日テレビ          | -    | Winkは同番組に「JIVE INTO THE NIGHT」の衣装を着用して出演し、静岡市役所前青葉イベント広場において、「JIVE INTO THE NIGHT」、「咲き誇れ愛しさよ」、「Heavenが待ってる」、「愛が止まらない」、本曲、「Angel Love Story」を歌唱[45]。                                                   |
| 1996.03.16 (土)[注 59]        | 1996                    | THE夜もヒッパレ[注 59]                                                                       | 日本テレビ              | -    | 活動停止前のWink最後のテレビ出演[46]。 Winkは同番組で「いい日旅立ち」（山口百恵の楽曲）、本曲、「涙をみせないで」、「愛が止まらない」、「トゥインクル トゥインクル」、「Sexy Music」のメドレーを歌い、華原朋美の楽曲「I'm proud」も歌唱[注 59]。                                     |
| 1998.12.29 (火)[注 60]        | 1998.12.29 (火)         | 祝!日本レコード大賞40周年記念スペシャル[注 60]                                               | TBS                     | -    | |
| 1999.12.30 (木)[注 61]        | 1999.12.30 (木)         | 超える!テレビ[注 61]                                                                         | TBS                     | -    | Winkは同番組で「愛が止まらない」も歌唱。 |
| 2008.12.30 (木)[47]           | 2008.12.30 (木)         | 第50回輝く!日本レコード大賞[47]                                                              | TBS                     | -    | |
| 2018.08.18 (木)[48]           | 2018.08.04 (木)[49][50] | 思い出のメロディー[48]                                                                       | NHK G                   | -    | Winkは同番組で「愛が止まらない」も歌唱[49][50]。 |
| 2018.12.30 (日)[51]           | 2018.12.30 (日)         | 第60回輝く!日本レコード大賞[51]                                                              | TBS                     | -    | |
- 「衣装」欄は1989年のみ記載
- 「衣装」欄の記号：Ａ＝「パナソニック・ヘッドホンステレオS-TYPE」のCMにおけるものと同じ、鈴木早智子が白色、相田翔子が黒色の衣装　Ｂ＝PVの前半部のものを若干アレンジした衣装　Ｂ´＝PVの前半部のものをアレンジした、鈴木が赤色と黒色、相田が青色とピンク色の衣装　Ｃ＝鈴木が紫色、相田が金色のスパンコールの上着の衣装　Ｄ＝白い衣装　Ｅ＝その他（「備考」欄参照）

背中まで500マイル
| 放送日 (曜日)          | 収録日 (曜日)   | 番組名                          | 放送局     | 備考                                                               |
| ---------------------- | --------------- | ------------------------------- | ---------- | ------------------------------------------------------------------ |
| 1989.08.16 (水)[注 36] | 1989.08.16 (水) | 夜のヒットスタジオDELUXE[注 36] | フジテレビ | Winkは同番組で「Sugar Baby Love」と「淋しい熱帯魚」も歌唱[注 36]。 |
| 1991.03.22 (金)[52]    | 1991.03.22 (金) | ミュージックステーション[52]    | テレビ朝日 | Winkは同番組で「きっと熱いくちびる 〜リメイン〜」を歌唱[52]。      |

## 映画における歌唱
淋しい熱帯魚
- 曖・昧・Me（ワニブックス＝横山博人プロダクション、監督：佐藤闘介、1990年4月28日公開；DVD版、ジェネオンエンタテインメント、2005年4月22日）- WinkがWinkとして出演し、同デュオのコンサートのシーンで本曲を歌唱。

## カバー
淋しい熱帯魚
| 発売日      | アーティスト                                      | 収録作品 | 備考                                                                                |
| ----------- | ------------------------------------------------- | --- | ----------------------------------------------------------------------------------- |
| 1990.01.25  | YOO YOO                                           | シングル「ONE NIGHT IN HEAVEN / SAMISHII NETTAIGYO」（ポリスター） アルバム『BEST OF WINK』（ポリスター、1991年11月25日） アルバム『WINK COLLECTION』（ポリスター、1992年9月26日） | 英語カバー                                                                          |
| 1990.09.30  | 小虎隊                                            | アルバム『星星的約會（中国語版）』（飛碟唱片（中国語版）、台湾） | 北京語カバー（ただし歌メロが一部変更されている） 同言語によるタイトル「星星的約會」 |
| 1991.09.21  | ノーランズ                                        | シングル「Tidal Wave」（テイチクエンタテインメント） カバーアルバム『想い出の九十九里浜』（テイチクエンタテインメント、1992年6月21日） | 英語カバー 同言語によるタイトル「Tidal Wave」                                       |
| 1991.10.23  | ディスコ・ヒット・グラフィティ・バンド            | アルバム『最新ディスコ・ヒット速報』（テイチクエンタテインメント） |                                                                                     |
| 1994.12.01  | ヒッパレオールスターズ                            | シングル「OPENING*ヒッパレ1989」（ファンハウス） |                                                                                     |
| 2003.07.16  | Vaihi With Friends                                | アルバム『アロハの贈り物-ハワイアンスタイルで聴くJ-POPS』（hachama） | 英語カバー                                                                          |
| 2003.10.01  | ザ・マイクハナサーズ                              | シングル「セクシー・ゴージャスパーティー〜許されない愛〜」（ソニー・ミュージックエンタテインメント） |                                                                                     |
| 2004.04.21  | 片瀬那奈                                          | カバーアルバム『EXTENDED』（avex trax） |                                                                                     |
| 2004.06.02  | W(ダブルユー)                                     | カバーアルバム『デュオU&U』（zetima） |                                                                                     |
| 2008.03.26  | 秋山莉奈 &木口亜矢                                | シングル「淋しい熱帯魚」（フォーサイド・ドット・コム） |                                                                                     |
| 2008.10.08  | 手塚国光&真田弦一郎                               | シングル「テニスの王子様 - 淋しい熱帯魚」（ティー ワイ エンタテインメント） | アニメ『テニスの王子様』キャラクター・ソング                                        |
| 2008.10.29  | こやまきみこ                                      | シングル「ロザリオとバンパイアCAPU2 キャラクター・ソング」（キングレコード） | アニメ『ロザリオとバンパイアCAPU2』キャラクター・ソング                             |
| 2008.11.05. | テトラプルトラップ                                | シングル「淋しい熱帯魚／NANA」（新熊猫音盤） |                                                                                     |
| 2008.11.05  | ハーモニカ・ライナーズ                            | アルバム『ハーモニカで聴く「昭和」の歌〜日本レコード大賞受賞曲・昭和編〜』（日本クラウン） |                                                                                     |
| 2009.03.25  | たかはし智秋&今井麻美                             | ラジオサントラアルバム『THE IDOLM@STER RADIO 歌道場』（コロムビアミュージックエンタテインメント） |                                                                                     |
| 2009.12.23  | 野中藍&堀江由衣                                   | TVサントラアルバム『夏のあらし!〜春夏冬中〜キャラクターソングアルバム』（キングレコード） | アニメ『夏のあらし!〜春夏冬中〜』挿入歌                                             |
| 2010.09.08  | MAX                                               | カバーアルバム『BE MAX』（SONIC GROOVE） |                                                                                     |
| 2011.03.23  | H&R                                               | オムニバスカバーアルバム『Disco J Night』（ドライブ・ミュージック・エンタテインメント） オムニバスカバーアルバム『J-POPディスコ伝説』（ドライブ・ミュージック・エンタテインメント、2011年12月7日） オムニバスカバーアルバム『Smile Fitness Vol.7 〜J-POP 80's〜』（ドライブ・ミュージック・エンタテインメント、2016年4月） |                                                                                     |
| 2011.07.27  | 慶應義塾ワグネル・ソサィエティー男声合唱団        | アルバム『コーラスやろっ!オトナの部活〜男子、女子を唄う編〜』（徳間ジャパンコミュニケーションズ） |                                                                                     |
| 2011.01.27  | 早見沙織&皆口裕子                                 | カバーアルバム『歌う♪ラブプラス』（コナミスタイル） |                                                                                     |
| 2012.05.23  | ジャネット・ケイ                                  | カバーアルバム『アイドルKAY』（ユニバーサルミュージック） | 英語カバー                                                                          |
| 2012.11.07  | 吉川友                                            | カバーアルバム『ボカリスト?』（ユニバーサルミュージック） |                                                                                     |
| 2013.04.17  | 渕上舞＆宝木久美                                  | アニメオムニバスアルバム『Twinkle Voice 〜声の贈り物〜』（ユニバーサルミュージック） |                                                                                     |
| 2013.04.26  | 璃杏                                              | オムニバスカバーアルバム『最強神速 J☆Mix FUNKOT EDITION』（Happinet / DUGEM RISING） |                                                                                     |
| 2014.08.06  | P.IDL                                             | シングル「淋しい熱帯魚／燦燦愛慕」（フォーミュラレコーディングス） |                                                                                     |
| 2017.07.12  | 243と吉崎綾                                       | シングル「青春のダイアリー」（BOLSTAR MUSIC） |                                                                                     |
| 2017.10.25  | FEMM                                              | カバーアルバム『80s/90s J-POP REVIVAL』（cutting edge） |                                                                                     |
| 2019.09.04  | 風光ル梟                                          | シングル「淋しい熱帯魚」（日本クラウン）TYPE-A・TYPE-B |                                                                                     |
| 2023.04.26  | 木山裕策・Mr.シャチホコ                           | アルバム「木山と木山 〜夢のディナーショー」（キングレコード） |                                                                                     |
| 2023.06.21  | ClariS                                            | コンセプトEP「淋しい熱帯魚」（ソニー・ミュージックレーベルズ） |                                                                                     |
| 2023.07.26  | クリィミーマミ（太田貴子）×綾瀬めぐみ（島津冴子） | アルバム「魔法の天使クリィミーマミ 80's J-POPヒッツ」(徳間ジャパンコミュニケーションズ) |                                                                                     |
| 2023.08.03  | 森嶋あんり（#2i2）                                | デジタルリリース（配信） | TIF2023「うたチャン」勝者特典                                                       |
| 2024.12.25  | AKB48                                             | アルバム『なんてったってAKB48』（EMI Records） | 佐藤綺星と八木愛月による歌唱                                                        |

## パロディ曲
淋しい病気が止まらない
- とんねるずの楽曲。Winkのヒット曲である、「淋しい熱帯魚」、「涙をみせないで」[注 62]および「愛が止まらない」のパロディ曲。とんねるずのパロディ曲アルバム『ほのちゃんにはがはえた。』（ポニーキャニオン、1990年6月27日）DISC1に収録。作詞：秋元康、作曲：後藤次利、編曲：門倉聡。

## テレビCMにおける使用
※ 楽曲のみならず振付のパロディも含む。
淋しい熱帯魚
- パナソニック ヘッドホンステレオS-TYPE（松下電器産業、放送開始：1989年4月中旬、撮影：1989年4月8日、企画制作会社：電通・電通プロックス 、演出：木村草一 ）

Winkがプロモーションビデオ風に、お互いの胸に手をあてて本曲をワンフレーズ歌う。
- WONDA ショット&ショット - 新幹線パーサー篇（アサヒ飲料、放送開始：2005年4月16日）

相田翔子が新幹線のパーサー役に扮し、CMオリジナルの振付で本曲の替え歌を歌う。なお、本来このテレビCMには、同商品のテーマ「止まらない」にちなみ、「愛が止まらない 〜Turn it into love〜」が使用される予定だったが、諸般の事情により「淋しい熱帯魚」に差し替えられたという経緯がある。
- 虫コナーズプレートタイプ - ベランダ篇（金鳥、2009年）

「80年代アイドルユニット」をテーマとし、出演者が「大魔神ポーズ」の振付を踊る。
- 虫コナーズ - 「落とし穴」篇（金鳥、2014年）

五月みどり・中尾ミエ・木野花がダンスを踊るが、振付に「大魔神ポーズ」が含まれる。
- 日清焼そばU.F.O. - 淋しい熱帯魚 篇（日清食品、放送開始：2018年6月25日）

本曲のMVのパロディであり、内田裕也が出演。
- UQモバイル - 「家族でUQモバイル」篇（UQコミュニケーションズ・UQモバイル沖縄、放送開始：2020年3月1日）

「UQ三姉妹」（深田恭子・多部未華子・永野芽郁）と、「ピンクガチャ」・「ブルームク」が本曲の替え歌にあわせてダンスを踊る。振付の監修は原曲の振付師と同じ（香瑠鼓）。